# Maria Mitchell

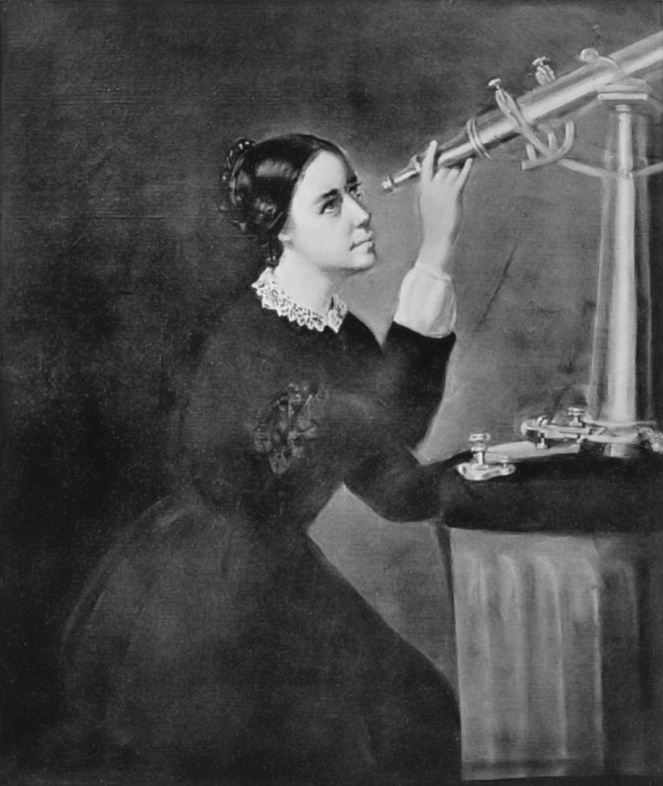
Maria Mitchell, Gemälde von Herminia Borchard Dassel

Maria Mitchell (* 1. August 1818 in Nantucket, Massachusetts; † 28. Juni 1889 in Lynn, Massachusetts) war eine US-amerikanische Astronomin und Vorkämpferin für die Frauenrechte.

## Leben
Maria Mitchells Eltern waren Angehörige der Quäker-Religion, die Bildung für alle als erstrebenswert erachtete. Ihr Vater, William Mitchell, war ein Amateurastronom und Lehrer. Er gab seiner naturwissenschaftlich talentierten Tochter Mathematik- und Astronomieunterricht und ermunterte sie zu eigenen Untersuchungen. Damit nahm sie im frühen 19. Jahrhundert, als sogenannte „höhere Töchter“ lediglich in Hauswirtschaft und den schönen Künsten unterrichtet wurden, eine Sonderrolle ein. Zudem gab es in Nantucket, einem damaligen Zentrum der Walfangindustrie, in fast jedem Haushalt astronomische Instrumente, wie Sextanten. So hatte es Maria Mitchell vergleichsweise leicht, sich als Frau für Astronomie zu interessieren. Bereits als Vierzehnjährige eichte sie selbstständig die Uhren der Seeleute, die ihr ihre Instrumente dafür anvertrauten. Später arbeitete sie als Assistentin in der lokalen Schule und gründete 1835 als Siebzehnjährige eine eigene Schule für Mädchen.
1847 entdeckte sie vom Observatorium ihres Elternhauses aus den später nach ihr benannten Mitchell-Kometen.
Bereits ein Jahr später, 1848, wurde sie als erste Frau in die American Academy of Arts and Sciences aufgenommen sowie 1850 in die American Association for the Advancement of Science. Sie leitete die Bibliothek von Nantucket, bildete sich mit Hilfe der ihr anvertrauten Bücher weiter, arbeitete gemeinsam mit ihrem Vater an astronomischen Fragestellungen und unterhielt umfangreiche wissenschaftliche Korrespondenz mit den großen amerikanischen Universitäten. Maria Mitchell las Deutsch und Französisch im Original und war der Überzeugung, dass der Zugang zur Astronomie durch Mathematik erfolgt. Sie wurde als Rednerin zu vielen Vorträgen und Konferenzen eingeladen und traf auf Reisen durch Europa viele bekannte Wissenschaftler ihrer Zeit, darunter Alexander von Humboldt. Im Gegensatz zur berühmtesten Wissenschaftlerin des 19. Jahrhunderts, Mary Somerville, gelang es Maria Mitchell 1858, Zutritt zur Sternwarte des Vatikans zu erhalten.

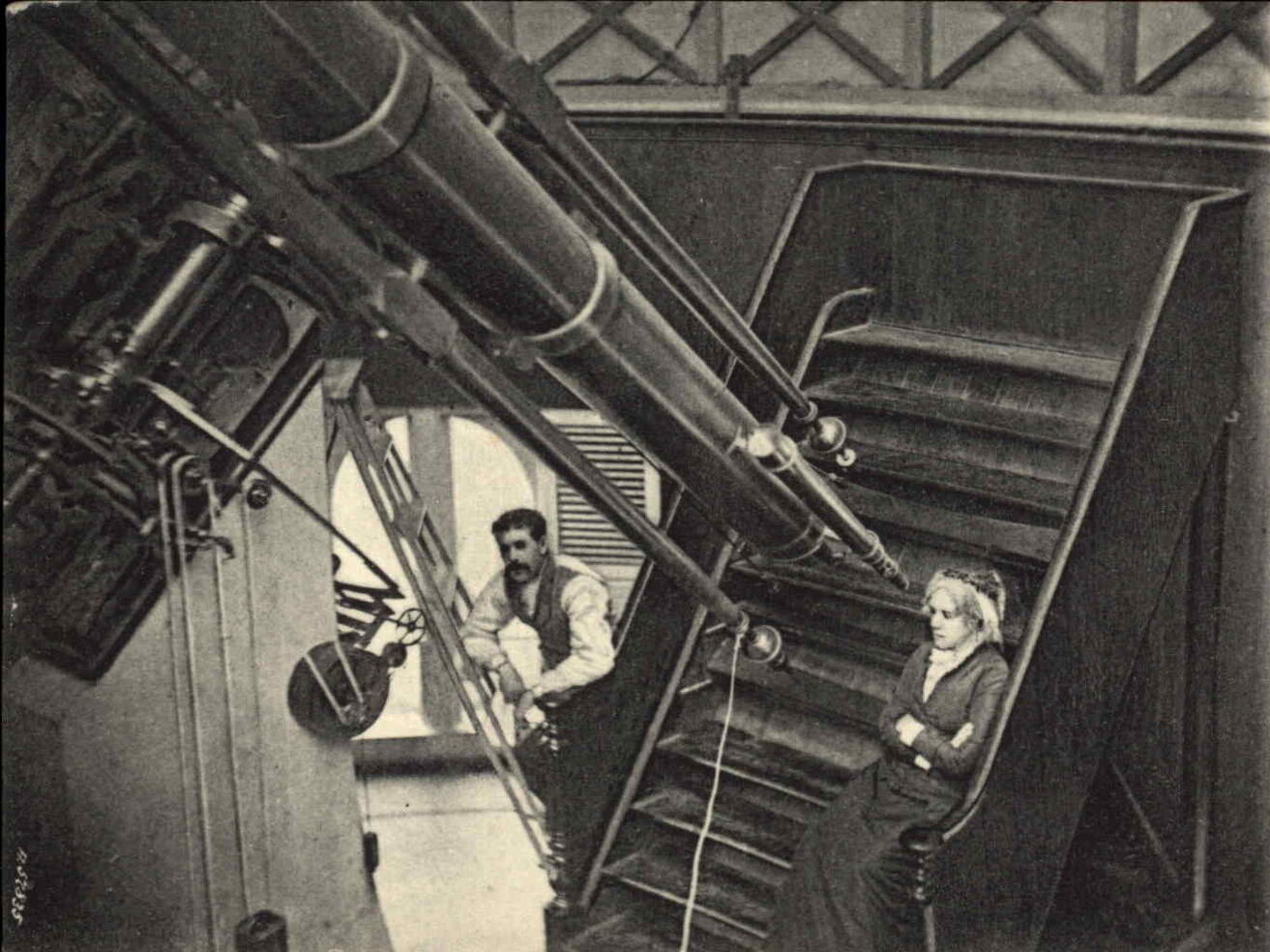
Postkarte von 1878 („Prof. Maria Mitchell in the Observatory at Vassar College, June 1878.“)

1865, im Alter von 47, wurde sie, wiederum als erste Frau, zur Professorin für Astronomie am renommierten Vassar College ernannt. 1869 wurde sie – ebenfalls als erste Frau – in die American Philosophical Society berufen. Während ihrer Anstellung beim Nautical Almanac Office erarbeitete sie das Jahrbuch der US Navy, in dem die Navigatoren die Stern- und Planetenpositionen nachschlagen konnten. Entsprechend ihrem Ansatz in der astronomischen Forschung publizierte sie auch als Mathematikerin: Sie beschäftigte sich mit der fermatschen Vermutung und veröffentlichte eine Untersuchung über die Sophie-Germain-Primzahlen.
1875 wurde Marie Mitchell zur Präsidentin der 1873 von ihr gegründeten American Association for the Advancement of Women (AAW) gewählt.
Bis 1888 war Mitchell Professorin am Vassar College. Daneben leitete sie den Wissenschaftsrat der AAW bis kurz vor ihrem Tod. Ihre Nachfolgerin als Professorin und Direktorin des Vassar College Observatory wurde ihre frühere Schülerin und Assistentin Mary Watson Whitney.

## Lebenswerk
Neben ihren astronomischen Entdeckungen hat sich Maria Mitchell zeitlebens für mehr Frauen in den Naturwissenschaften eingesetzt. Sie kritisierte die Mittelmäßigkeit der Mehrheit ihrer männlichen Kollegen und betonte immer wieder, dass die Wissenschaft dringend der Fähigkeiten und des Wissens der Frauen bedürfe: 

„We especially need imagination in science. It is not all mathematics, nor all logic, but it is somewhat beauty and poetry.
In der Wissenschaft brauchen wir vor allem Fantasie. Es geht nicht nur um Mathematik oder um Logik, sondern auch ein wenig um Schönheit und Poesie.“

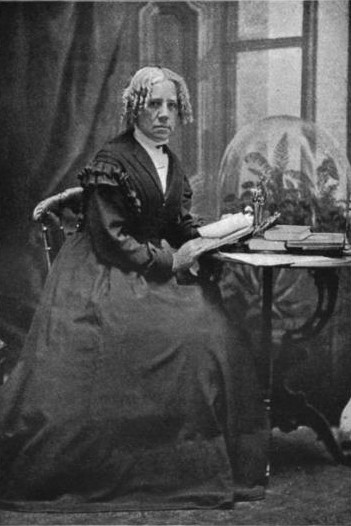
Maria Mitchell

Mitchell war eine der berühmtesten Wissenschaftlerinnen (Männer und Frauen) in den USA des 19. Jahrhunderts.
Mitchell galt als ausgezeichnete Professorin, die sich für ihre Studentinnen einsetzte und sie dabei unterstützte, exzellente Wissenschaftlerinnen zu werden, obwohl sie „nur“ Frauen waren. Sie legte großen Wert auf praktische Erfahrungen und machte sich immer wieder gerne über reine Theoretiker lustig, die all ihr Wissen aus Büchern hatten. Nach ihr konnte jemand, der gewisse Vorgänge nicht selbst beobachtet oder empirisch nachgewiesen hatte, niemals wirklich auf sein Wissen vertrauen. „Did you learn that from a book or did you observe it yourself?“, war ihre berühmteste Frage, mit der sie in die Annalen der US-amerikanischen Wissenschaft einging. Sie stellte diese Frage nicht nur ihren Studentinnen, sondern auch ihren Astronomen-Kollegen und machte sich damals bei diesen mehr als unbeliebt.

## Ehrungen
Für die Entdeckung des Mitchell-Kometen wurde sie vom König von Dänemark mit einem Orden ausgezeichnet.
Nach ihrem Tod wurde zu Ehren Maria Mitchells die Maria Mitchell Astronomical Society gegründet. 1905 wurde sie in die Hall of Fame for Great Americans aufgenommen.
In ehrvollem Andenken wurde 1935 der 30 km große Mondkrater Mitchell nach ihr benannt und 1937 der in Heidelberg entdeckte Asteroid (1455) Mitchella.